# Eugène Müntz
Eugène Müntz (11 de juny de 1845, Soultz-sous-Forêts, Baix Rin - 30 d'octubre de 1902, París) va ser un historiador de l'art francès, nascut a l'Alsàcia, germà d'Achille Müntz, un químic agrícola. Va ensenyar història de l'art a l'Escola Nacional de Belles Arts, on va ser professor des de 1885 fins a 1893. Es va especialitzar en el Renaixement italià.

## Obra
- Notes sur les Mosaïques de l'Italie, 1874/92
- Les artes à la cour des Papes colgante le XV e et le XVI e siècle, 4 vols.,1878-1898
- Les précurseurs de la Renaissance, 1881
- Raphaël, sa vie, son œuvre et son temps, 1881
- Histoire de la tapisserie, 1882
- Etudes sur l'histoire de la peinture et de l'iconographie chrétienne, 1882
- Histoire de l'art pendant la Renaissance, 3 vols., 1888-1894
- Leonardo da Vinci, l'artiste, le penseur, le savant, 1899